# Poroçan
Poroçan là một xã trong quận Gramsh thuộc hạt Elbasan, Albania. Dân số năm 2005 là 2039 người.